# Angelo Baldassarri
Angelo Baldassarri (Terni, 27 marzo 1881 – Roma, 1º aprile 1963) è stato un avvocato e politico italiano.

## Biografia
Angelo Baldassarri nacque a Terni il 27 marzo 1881, figlio di Paolo, magistrato, e di Cesarina Neri.
Laureatosi in Giurisprudenza all'età di ventuno anni presso l'Università di Perugia, si trasferì a Roma, ove esercitò la professione di avvocato per oltre cinquanta anni e fino alla morte avvenuta il 1º aprile 1963.
Negli anni a cavallo della prima guerra mondiale fu consigliere comunale e provinciale, rispettivamente, presso il Comune e la Provincia di Roma, per il Partito Socialista Italiano.
Iscrittosi sin dalla sua costituzione al Partito Comunista d'Italia, fu animatore delle “invasioni delle terre” per consegnare le terre incolte e tenute a pascolo dei latifondi appartenenti alla nobiltà nera (Borghese, Colonna, Odescalchi ecc.) ai contadini, subendo anche ferite causate dagli attacchi dei mandriani aizzati dalle citate famiglie principesche. In conseguenza di ciò rimase invalido al braccio destro tanto che fu costretto a imparare a scrivere con la mano sinistra.
Candidato per il PC d'I. alle elezioni politiche del 1924 assieme a Ignazio Silone, Alfonso Leonetti e Ruggiero Grieco, fu tenace avversario del regime fascista e Segretario del Soccorso Rosso.
Fu arrestato il 1º dicembre 1926 mentre si trovava al capezzale del figlio di sei anni morente per meningite, su ordine della Commissione provinciale per l'assegnazione al confino di polizia e condannato a cinque anni di confino nell'isola di Lampedusa.
La Regia Prefettura di Roma, con nota n. 14153 diretta al Ministero dell’Interno, Divisione Polizia politica – Affari riservati, così riferiva a proposito dell'Avv. Angelo Baldassarri:
“L'Avv. Angelo Baldassarri di Paolo è uno dei più pericolosi comunisti, che ha sempre svolto, specie in questi ultimi tempi, una attivissima, velenosa ed insidiosa propaganda sia a favore delle sue idee, sia contro il Regime. È in continui stretti rapporti con i maggiori esponenti del partito. Recentemente, allorché gli ex deputati comunisti arrestati da questo ufficio [Gramsci, Terracini, Riboldi, Grieco, Graziadei etc.] ritennero di aver facoltà di poter nominare un avvocato di loro fiducia, tutti indistintamente designarono il Baldassarri. È stato segretario del “soccorso rosso” ed attualmente ricopre la stessa carica presso il comitato di difesa vittime politiche”.
Dopo la caduta del regime fascista, l'avv. Angelo Baldassarri si ritirò inspiegabilmente dall'attività politica rifiutando gli incarichi che gli erano stati offerti, con grande rammarico degli amici e compagni Umberto Terracini, Giorgio Amendola, Alfonso Leonetti e Otello Terzani.
Nel 1974, il Comune di Roma volle intitolargli una strada: la via Angelo Baldassarri, al Quartiere Salario, è una traversa di via Silvani.

## Libri
- “Usi Civici” (1914), Roma.